# Handball-Oberliga Baden-Württemberg der Frauen 2017/18
Die Handball-Oberliga Baden-Württemberg der Frauen 2017/18 wird unter dem Dach der Handballverbände Baden, Südbaden und Württemberg organisiert und ist die höchste Spielklasse des Verbundes. Die Oberliga – BW  ist nach der Bundesliga, der 2. Bundesliga und der 3. Liga eine der vierthöchsten Spielklassen im deutschen Handball.

## Saisonverlauf
Die Handball-Oberliga Baden-Württemberg der Frauen 2017/18 war die achtzehnte Ausspielung dieser Handballliga.

### Modus
Vierzehn Mannschaften spielten eine Vor- und Rückrunde. Nach Abschluss der daraus resultierenden Spieltage sind Meister und Vizemeister in die 3. Liga aufgestiegen und vier Mannschaften in die Verbandsligen abgestiegen.

## Teilnehmer
Nicht mehr dabei waren die Auf- und Absteiger der Vorsaison. Neu hinzukamen die Absteiger (A) der 3. Liga und die Aufsteiger (N) aus den Verbandsligen.

Handballverband Baden

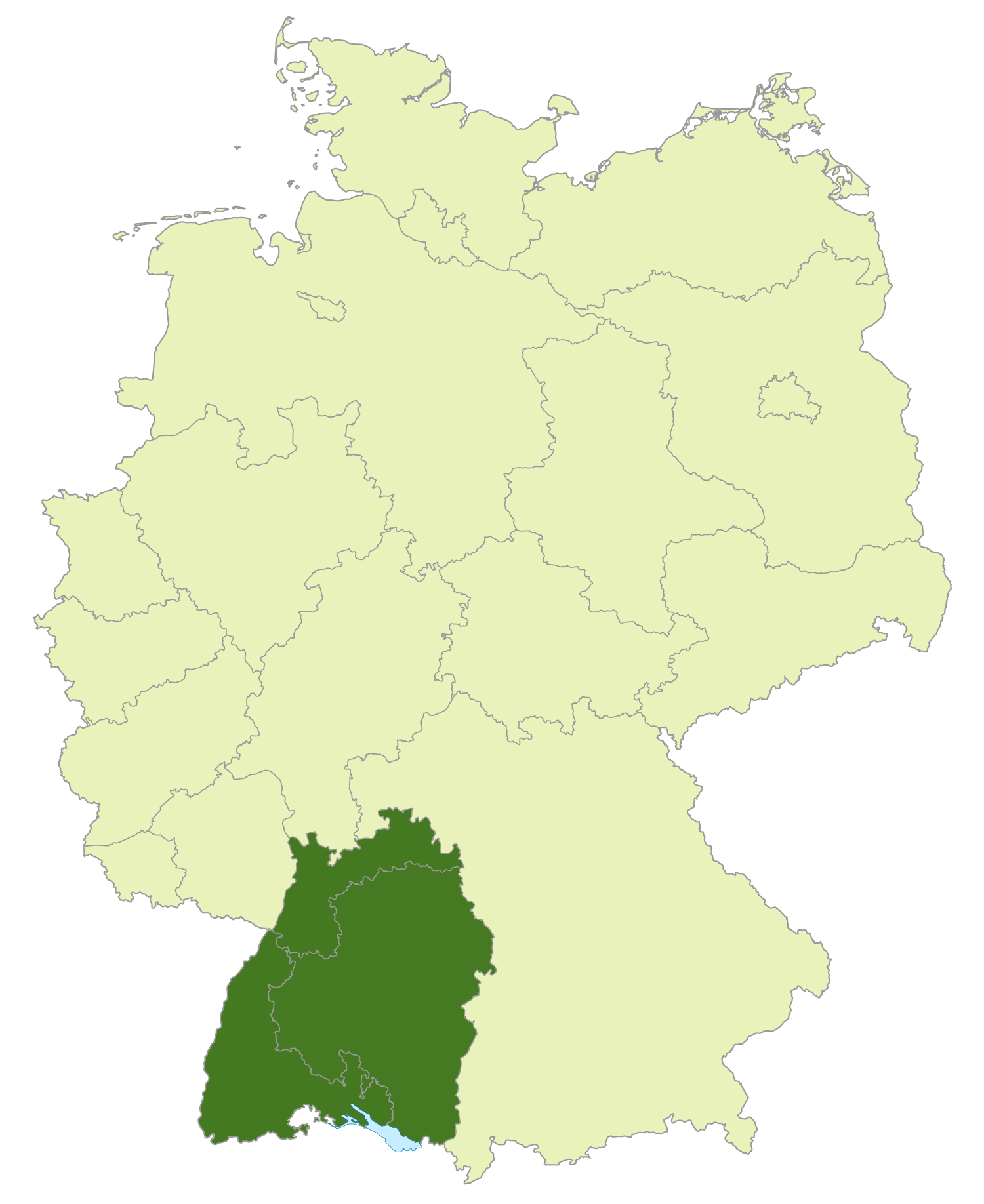
Bereich Handball-Oberliga
Baden-Württemberg

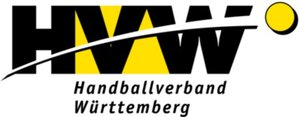
Handballverband Württemberg

### Abschlussplatzierungen
|  1. SG Kappelwindeck/Steinbach  2. TG 88 Pforzheim (A) - 3. TSV Wolfschlugen - 4. TSV Heiningen 1892 (N) - 5. HSG Strohgäu (N) - 6. HSG Mannheim - 7. HSG St. Leon/Reilingen - 8. TSV Bönnigheim 1895 - 9. SV Allensbach 1907 II - 10 SG Heidelsheim/Helmsheim (N)  11 FSG Donzdorf/Geislingen  12 SG Muggensturm/Kupp. (N)  13 TuS 1920 Ottenheim  14 TV Brombach 1882 (A) |

(A) = Absteiger aus der 3. Liga (N) = neu in der Liga (R) = Rückzug
  Meister und Aufsteiger zur 3. Liga 2018/19
 Aufsteiger zur 3. Liga 2018/19
- Für die Oberliga 2018/19 qualifiziert